# Roule Crotte
Der Roule Crotte ist ein kleiner Fluss im südwestlichen Teil von Zentral-Frankreich, der im Département Sarthe der Region Pays de la Loire südlich der Stadt Le Mans verläuft.

## Geografie

### Verlauf
Der Roule Crotte entspringt im südwestlichen Gemeindegebiet von Parigné-l’Évêque, entwässert generell in westlicher Richtung und mündet nach rund 16 Kilometern im Gemeindegebiet von Arnage als linker Nebenfluss in die Sarthe. Der Roule Crotte passiert in seinem Verlauf den südlichen Großraum von Le Mans und quert dabei die Autobahn A28 und im Mündungsbereich die Bahnstrecke Tours–Le Mans. Außerdem durchquert er die Autorennstrecke für das 24-Stunden-Rennen von Le Mans und verläuft südlich der Pferderennen Hippodrome des Hunaudières und des Flughafen Le Mans.

### Orte am Fluss
(Reihenfolge in Fließrichtung)
- Montbray, Gemeinde Parigné-l’Évêque
- La Passardière, Gemeinde Parigné-l’Évêque
- La Bédanière, Gemeinde Brette-les-Pins
- Ruaudin
- Les Hunaudières, Gemeinde Mulsanne
- Le Frêne, Gemeinde Le Mans
- Arnage

## Sehenswürdigkeiten
- Château des Hunaudières, Schloss aus dem 18. Jahrhundert am Flussufer in der Gemeinde Mulsanne – Monument historique[4]